# Кефал
Морският кефал (Mugil cephalus) е риба от семейството на кефаловите риби, която се отличава с голяма глава, едри, хармонично подредени люспи. Среща се в Черно море.

## Описание
Рибите – морски кефал, тънкоуст кефал, илария и платерина, са топлолюбиви, с изразен спад на активността през зимата. Понасят големи колебания в солеността на водата, поради което през лятото масово навлизат в устията на вливащите се в морето реки за охранване. Размножава се през юни – септември в открито море. Храни се с детрит, растителни обраствания, бентос и други. Ценен стопански вид за България.
Най-голямата риба от тях е морският кефал. Достига до 65 cm на дължина и тегло от 4–5 кг, но понякога и до 1 метър и 5–7 кг. Тялото му е странично сплескано, а към главата сплескването е отгоре и отдолу. Това придава леко змийски изглед на главата на рибата. Люспите са сребристи и едри, като покриват главата и хрилните капаци. Очите са големи. Стадна риба, която мигрира на големи пространства.